# 莱莱什
莱莱什（法語：Les Lèches，法語發音：[le lɛʃ]）是法国多尔多涅省的一个市镇，位于该省西部偏南，属于佩里格区。

## 地理
莱莱什（44°59'23"N, 0°23'2"E）面积21.58 平方千米，位于法国新阿基坦大区多爾多涅省，该省份为法国西南部内陆省份，是法國本土面积第三大的省，大致对应佩里戈尔地区，北起顺时针与夏朗德省、上维埃纳省、科雷兹省、洛特省、洛特-加龙省、吉倫特省和滨海夏朗德省接壤。
与莱莱什接壤的市镇（或旧市镇、城区）包括：米西当、吕纳、博塞、布尔尼亚克、埃格利斯讷沃-迪萨克、埃罗-克朗普斯-莫朗斯、圣热里、圣梅达尔德米西当。

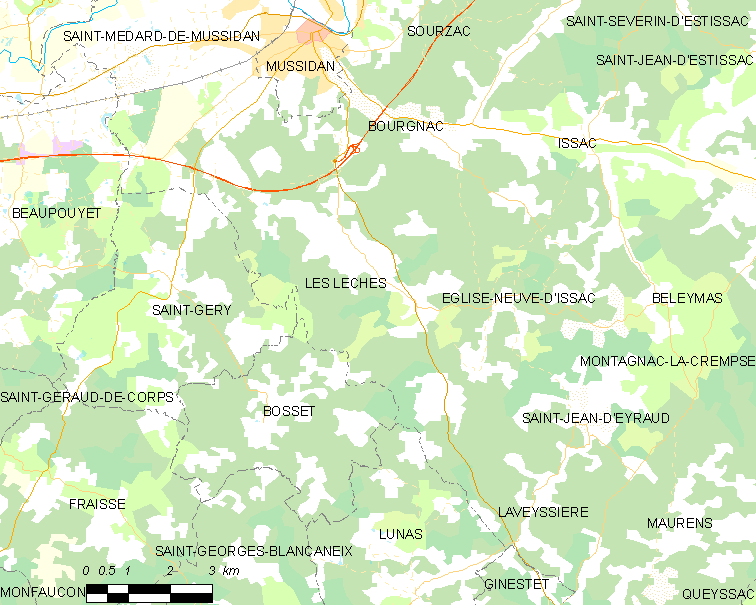
莱莱什的OSM定位图

莱莱什的时区为UTC+01:00、UTC+02:00（夏令时）。

## 行政
莱莱什的邮政编码为24400，INSEE市镇编码为24234。

## 政治
莱莱什所属的省级选区为伊勒河谷县。

## 人口

1962-2008年间莱莱什人口变化图示

莱莱什于2022年1月1日时的人口数量为383人。